# 成田空港に直行便のある空港の一覧
成田空港に直行便のある空港の一覧（なりたくうこうにちょっこうびんのあるくうこうのいちらん）では、成田空港に直行便のある空港を紹介する。

## 国内線

### 北海道
- 新千歳空港

### 東海地方
- 中部国際空港
- 大阪国際空港
- 関西国際空港

### 中国地方
- 広島空港

### 四国地方
- 高松空港
- 松山空港
- 高知空港

### 九州・沖縄地方
- 福岡空港
- 長崎空港
- 熊本空港
- 大分空港
- 宮崎空港
- 鹿児島空港
- 奄美空港
- 那覇空港
- 石垣空港

## 国際線

### アメリカ
- テッド・スティーブンス・アンカレッジ国際空港
- ジェネラル・エドワード・ローレンスボストン国際空港
- シンシナティ・ノーザンケンタッキー国際空港
- ダラス・フォートワース国際空港
- ニューアーク・リバティ国際空港
- ダニエル・K・イノウエ国際空港（ホノルル）
- ロサンゼルス国際空港
- メンフィス国際空港
- オークランド国際空港
- シカゴ・オヘア国際空港
- サンフランシスコ国際空港
- ジョージ・ブッシュ・インターコンチネンタル空港（ヒューストン）
- サンディエゴ国際空港
- シアトル・タコマ国際空港
- ルイビル国際空港
- ノーマン・Y・ミネタ・サンノゼ国際空港
- デンバー国際空港

### カナダ
- バンクーバー国際空港
- トロント・ピアソン国際空港
- モントリオール・ピエール・エリオット・トルドー国際空港

### メキシコ
- メキシコシティ国際空港

### フランス
- パリ＝シャルル・ド・ゴール国際空港

### ドイツ
- フランクフルト空港
- ライプツィヒ・ハレ空港

### ベルギー
- ブリュッセル空港
- リエージュ空港

### オランダ
- アムステルダム・スキポール空港

### ポーランド
- ワルシャワ・ショパン空港

### スイス
- チューリッヒ国際空港

### イタリア
- ミラノ・マルペンサ国際空港

### フィンランド
- ヘルシンキ・ヴァンター国際空港

### ルクセンブルク
- ルクセンブルク・フィンデル空港

### トルコ
- イスタンブール国際空港

### 中国
- 北京首都国際空港
- 上海浦東国際空港
- 深圳宝安国際空港
- 青島膠東国際空港
- 天津浜海国際空港
- 西安咸陽国際空港
- 厦門高崎国際空港
- 長春龍嘉国際空港
- 瀋陽桃仙国際空港
- 寧波櫟社国際空港
- 武漢天河国際空港
- 南京禄口国際空港
- 昆明長水国際空港
- ハルビン国際空港
- 杭州蕭山国際空港
- 福州長楽国際空港
- 成都双流国際空港
- 鄭州新鄭国際空港
- 広州白雲国際空港
- 大連周水子国際空港
- 海口美蘭国際空港

### 韓国
- 金浦国際空港（ソウル）
- 仁川国際空港（ソウル）
- 金海国際空港（釜山）
- 清州国際空港

### 台湾
- 台湾桃園国際空港
- 高雄国際空港

### 香港
- 香港国際空港

### マカオ
- マカオ国際空港

### モンゴル
- チンギス・ハーン国際空港（ウランバートル）

### ウズベキスタン
- タシケント国際空港

### アゼルバイジャン
- ヘイダル・アリエフ国際空港（バクー）

### インドネシア
- スカルノハッタ国際空港（ジャカルタ）
- ングラ・ライ国際空港（デンパサール）
- サム・ラトゥンギ国際空港

### フィリピン
- ニノイ・アキノ国際空港
- マクタン・セブ国際空港
- クラーク国際空港

### ベトナム
- ハノイ・ノイバイ国際空港
- ホーチミン・タンソンニャット国際空港
- ダナン国際空港

### タイ
- ドンムアン空港（バンコク）
- スワンナプーム国際空港（バンコク）

### マレーシア
- クアラルンプール国際空港

### シンガポール
- シンガポール・チャンギ国際空港

### ブルネイ
- ブルネイ国際空港

### バングラデシュ
- シャージャラル国際空港（ダッカ）

### ネパール
- トリブバン国際空港（カトマンズ）

### インド
- インディラ・ガンディー国際空港（ニューデリー）
- バンガロール国際空港
- チャトラパティ・シヴァージー国際空港（ムンバイ）

### アラブ首長国連邦
- アブダビ国際空港
- ドバイ国際空港

### カタール
- ドーハ・ハマド国際空港

### スリランカ
- バンダラナイケ国際空港（コロンボ）

### オーストラリア
- メルボルン空港
- ケアンズ国際空港
- ブリスベン空港
- ゴールドコースト空港
- パース空港

### フィジー
- ナンディ国際空港

### ニュージーランド
- オークランド国際空港

### フランス領ポリネシア
- ファアア国際空港（タヒチ）

### フランス領ニューカレドニア
- ヌメア国際空港

### アメリカ領グアム
- アントニオ・B・ウォンパット国際空港（グアム）

### アメリカ領北マリアナ諸島
- サイパン国際空港

### エジプト
- カイロ国際空港

### エチオピア
- ボレ国際空港（アディスアベバ）